# Galactica (album)
Galactica – trzeci (a drugi studyjny) album polskiego zespołu rockowego Lebowski, wydany 26 stycznia 2019 przez Cinematic Media (nr kat. CM002).

## Lista utworów
| Nr | Tytuł utworu                              | Długość |
| -- | ----------------------------------------- | ------- |
| 1. | „Solitude of Savant”                      | 8:22    |
| 2. | „Midnight Syndrome”                       | 8:21    |
| 3. | „Goodbye My Joy”                          | 5:44    |
| 4. | „White Elephant”                          | 7:14    |
| 5. | „The Doosan Way”                          | 10:49   |
| 6. | „Galactica”                               | 6:39    |
| 7. | „Slightly Inhuman”                        | 6:32    |
| 8. | „Mirage Avenue” (gośc. Katarzyna Dziubak) | 6:37    |
| 9. | „The Last King”                           | 7:58    |
|    |                                           | 1:08:16 |